# Marcelo Fernandes
Marcelo Faria Fernandes (Santos, 20 de abril de 1971) é um treinador e ex-futebolista brasileiro que atuava como zagueiro. Atualmente, comanda a Ponte Preta.

## Carreira como jogador
Começou a carreira de jogador em 1991 pela Portuguesa Santista.
Com 20 anos, foi contratado pelo Santos em 1991, estreando em 8 de agosto no empate em 1 a 1 contra o Bragantino.
Em 1993, foi emprestado ao Rio Branco de Americana, após para Remo, Botafogo-SP, América de Natal e Atlético Mineiro, a última já em 1998. Pelo Santos, fez 83 jogos e marcou quatro gols.
Marcelo foi liberado pelo Peixe em 1999, e jogou por Rio Branco-ES, América-RN, Criciúma, Joinville, Náutico, Portuguesa e ABC. Aposentou-se em 2003, com apenas 32 anos.

## Carreira como auxiliar técnico e treinador

### Início
Começou como auxiliar técnico do Santos em 2011 e assumiu como treinador interino do clube após a demissão de Enderson Moreira, em 2015.
Após a vitória por 2 a 1 sobre o Palmeiras, Marcelo Fernandes foi oficializado no cargo. Foi substituído por Dorival Júnior após resultados ruins no Campeonato Brasileiro, sendo reconduzido ao seu antigo cargo de auxiliar técnico.

### Estágio no Barcelona
Marcelo acompanhou os métodos de treinamento do Barcelona e todas as suas variações táticas, analisou a condução de grupo, teve contato com a equipe técnica e com o técnico Luis Enrique. Além disso, observou o trabalho de grandes craques como Neymar, Lionel Messi, Luis Suárez, Ivan Rakitić e Andrés Iniesta.
Também reencontrou antigos amigos em Barcelona, como o preparador físico Ricardo Rosa e o fisioterapeuta Rafael Martini. Eles trabalharam juntos no Santos e aproveitaram o encontro para trocar experiências.

### Treinador da Portuguesa Santista
No dia 21 de fevereiro de 2017, graças a uma parceria com o Santos, foi contratado para comandar a Portuguesa Santista.

### Volta à comissão técnica do Santos
Em 5 de junho de 2017, após a demissão de Dorival Júnior, voltou a ser auxiliar técnico do Santos. Permaneceu até o final do ano, quando deixou o clube ao lado de Elano.

### Novo retorno à comissão técnica do Santos
Em 6 de agosto de 2023 foi anunciado mais uma vez o seu retorno à comissão técnica fixa dos Santos.
Comandou o Santos como interino na partida contra o Bahia no Campeonato Brasileiro de 2023. Após a vitória sobre o Vasco por 4x1 em seu segundo jogo como interino, foi efetivado como técnico do Santos. Em 15 jogos, conseguiu seis vitórias, quatro empates e cinco derrotas, aproveitamento de 49,8%, ganhando jogos fora de casa contra Flamengo, Palmeiras, Bahia e Goiás, mas não conseguiu evitar a queda para a Série B.
No ano seguinte, fez parte da equipe técnica permanente do clube, que foi campeão da Série B.
Em 3 de janeiro de 2025, foi demitido pelo clube.

### Guarani
Em 30 de abril de 2025, foi contratado pelo Guarani, acompanhado do auxiliar técnico Marcelo Copertino e do preparador físico Marquinhos, para a disputa do Campeonato Brasileiro da Série C.
No dia 26 de julho de 2025 após a derrota por 1 a 0 para o Náutico, no Brinco de Ouro, pela rodada 14 da Série C do Brasileiro, o clube anunciou a demissão do treinador. A passagem dele no cargo durou 87 dias.

### Ponte Preta
Em 12 de agosto de 2025, foi contratado pela Ponte Preta, assume uma equipe próxima da vaga no quadrangular final da Série C.

## Títulos

### Como jogador
Remo
- Campeonato Paraense: 1994

### Como auxiliar técnico
Santos
- Campeonato Paulista: 2011, 2012 e 2016
- Copa Libertadores da América: 2011
- Recopa Sul-Americana: 2012

### Como treinador
Santos
- Campeonato Paulista: 2015[43]